# Kőrislevelű juhar

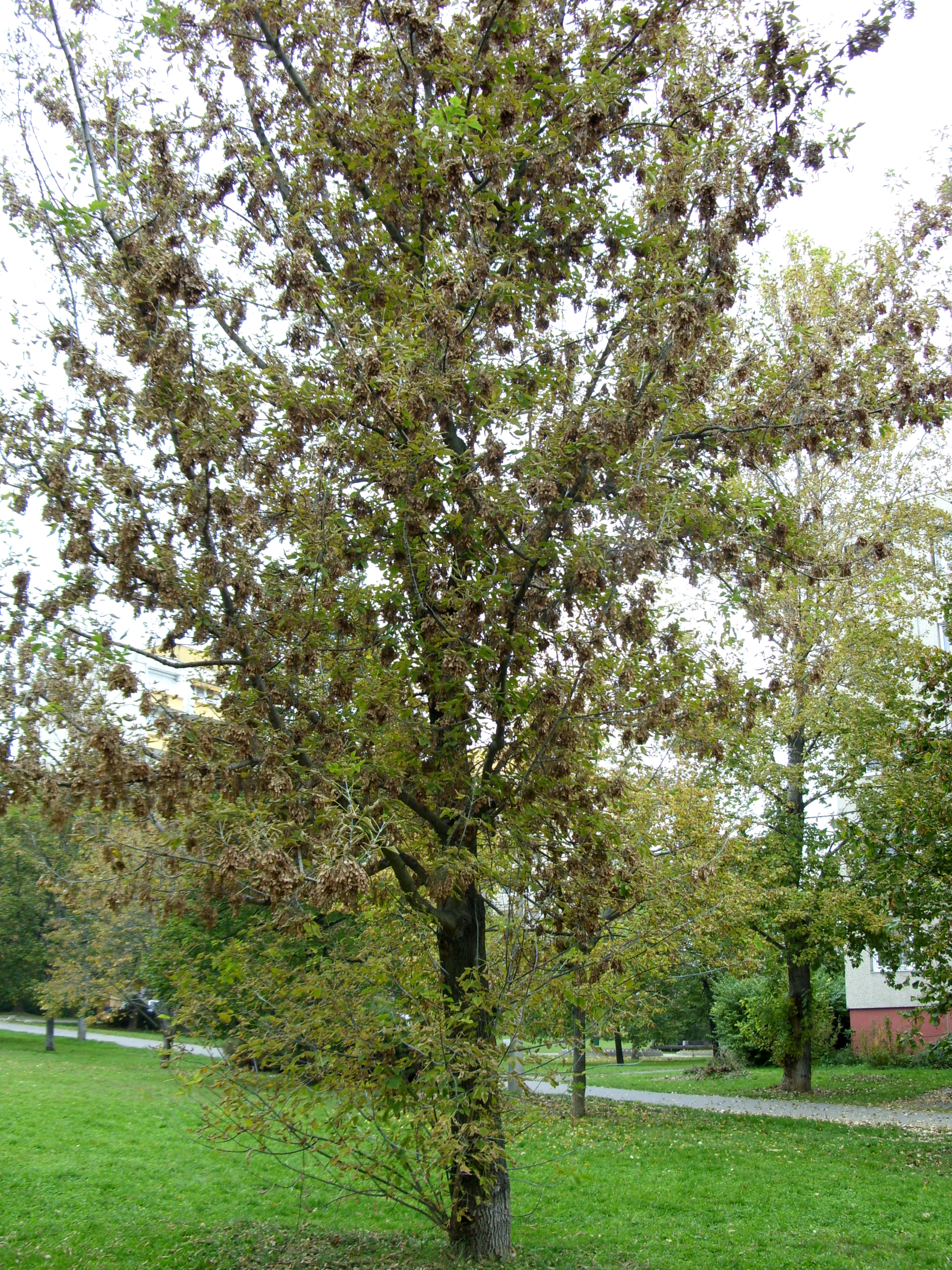

A kőrislevelű juhar vagy zöld juhar (Acer negundo) a szappanfavirágúak (Sapindales) rendjébe és a szappanfafélék (Sapindaceae) családjába tartozó faj. Az utóbbi elnevezés onnan ered, hogy egyéves ágai még zöld színűek. Levele jelentősen eltér a többi juharétól, leginkább a kőriséhez hasonlítható, ezért kapta a kőrislevelű elnevezést, termésének alakja azonban egyértelműen jelzi, hogy a növény a szappanfafélékhez tartozik. 
Magyarországon inváziós fajnak számít, nem ültethető.

## Származása, elterjedése
Észak-Amerikából származik, az Amerikai Egyesült Államok és a szomszédos országok folyóparti és mocsári élőhelyein széles körben elterjedt Dél-Kanadától Észak-Mexikóig. Változatai megtalálhatók Mexikó hegységeiben, sőt Guatemalában is. Arizonában és Új-Mexikóban számos hegyvidéki vízparti erdőtársulásban uralkodó fafaj. Maine államban, Québec déli részén, Új-Brunswickben, Új-Skóciában, a Prince Edward-szigeten, valamint Washington délkeleti és Oregon keleti részén meghonosodott.
Európába a 17. században került, az első ismert dátum 1688, amikor több más amerikai növénnyel együtt Angliába hozták be. 1690-99 között Hollandiába, Németországba és Lengyelországba is importálták. Oroszországban a 18. század második felében próbálkoztak először Szentpétervár és Moszkva botanikus kertjeiben Amerika déli államaiból származó magok ültetésével, de a palánták elpusztultak. A 19. században Kanadából hozott magokból már sikeresen tudtak fákat nevelni.
Litvániában az 1930-as években kezdték ültetni. 1963-ban itt figyelték meg először, hogy a faj vadon terjeszkedik.
Lengyelországban a méhészek előszeretettel szaporították, mivel tavasszal korán nyílik, és különleges mézet készítettek belőle. Gyorsan növekedő, erős fa, ezért a 20. században Norvégiában szívesen ültették meredek lejtős kertekben, Európa más országaiban utak szélére, parkokba. Napjainkban régi parkokban, folyók völgyében, utak, vasutak mentén egyre jobban terjed, már özönnövénynek számít.
Magyarországra a 17. században került homoki, sziki és ártéri erdősítésre. Első botanikai leírása 1872-ből olvasható. Kivadulását és terjeszkedését Soó Rezső írta le 1966-ban ártéri erdőkből és akácosokból.
Mivel a szennyezett levegőt jól tűri, városi útsor- és parkfának ültetik — hazai területe mintegy 1600 ha. Inváziós faj, ma már Magyarországon is az agresszíven terjedő, különösen nagy kárt okozó inváziós fajok között tartják számon; főleg a Tisza mentén és a Fertő–Hanság Nemzeti Parkban. Kivadulva leginkább a bolygatott területek, az ültetvények, kultúrerdők elegyfaja. Napjainkra az erdőterület 0,1%-át borítja.

## Megjelenése, felépítése
Szabálytalan alakú fa. Magassága többnyire 12–15 méter, ritkán (őshazájában) elérheti a 21 métert is. Sudaras koronát fejleszt, de ha sérülés éri, tőből újra sarjad, és többtörzsű bokorfává fejlődik. Más fák között nőve magas, nyitott koronát fejleszt, és törzsének el nem ágazó része sokkal hosszabb, mint a magányosan álló példányoké. Törzsének átmérője 30–60, ritkán 90 cm.
Kérge fiatalon zöld, majd sárgásbarna, sima, majd sötétebb és barázdált, idősebb korában hosszant árkolt, repedezett. Fája lágy, jól faragható, évgyűrűi elmosódottak. Ágai merevek, a vékony ágakat könnyen letöri a vihar. Fája közepesen könnyű és a juharok között puhának számít; a földben viszonylag hamar elkorhad.
Vaskos vesszői világoszöldek, de a napsütötte részek lilásak vagy barnásak; fényesek vagy a könnyen letörölhető viaszrétegtől hamvasak. Bársonyosan szőrös hosszúkás-tojásdad, tompa csúcsú,  2–5 mm hosszú rügyei a vesszőhöz simulnak. A rügyeket egy vagy két pár rügypikkely fedi. Az oldalrügyek nagyobbak, mint a csúcsrügy.
Főgyökere mélyre hatol, oldalgyökerei sekélyen szerteágaznak.
A juharok nagy többségétől eltérően a zöld juhar keresztben átellenesen álló levelei összetettek. A 3-7 darabból álló, páratlanul szárnyasan összetett, 15–38 cm hosszú világoszöld levélkék durván fogasak vagy karéjosak, ősszel sárgára színeződnek. A levél színe világoszöld, fonákja szürkészöld és általában kopasz, ritkábban pelyhesen szőrös. A levélkék sekélyen karéjosak vagy durván fűrészesek.
Virágai váltivarúak. porzós és termős virága is halványzöld, de a portokok nálunk gyakran pirosak. A négy porzóból álló porzós virágok hosszú kocsányai vörösek vagy sárgák, virágtakarójuk lila. A virágtakaró levelek erősen redukáltak (csökevényesek); az ellenkező nemű virágrészeknek még a csökevényeit sem tartalmazzák. A porzós virágok laza bugában állnak, a termősek külön-külön fürtvirágzatokba rendeződnek.
Ikerlependék típusú termésének szárnyai hegyesszöget (<60°) zárnak be, sarlósan összehajlanak, a magot tartalmazó rész hosszúkás, bordázott. A résztermések mintegy 4 cm hosszúak, egymagvúak. Magjukban nincs táplálószövet (endospermium). A jól láthatóan ráncos magvak 2–3-szor hosszabbak, mint amilyen szélesek.

## Alfajok, változatok
- Acer negundo subsp. californicum (Torr. & A.Gray) Wesm.
- Acer negundo subsp. interius (Britton) Á.Löve & D.Löve
- Acer negundo subsp. mexicanum (DC.) Wesm.
- Acer negundo var. negundo (törzsváltozat) — az USA keleti államaiban őshonos, Kelet-Washington és Oregon államokban behurcolt
- Acer negundo var. interior – a Sziklás-hegységtől Arizonáig és Kanadáig
- Acer negundo var. violaceum – az USA északkeleti államaiban és a préri északi részén
- Acer negundo var. texanum – Nyugat-Missouritól és Kelet-Kansastól egészen a délkeleti államokig
- Acer negundo var. californicum – Kalifornia
- Acer negundo var. arizonicum – Arizona és Új-Mexikó

## Életmódja, termőhelye
Kétlaki. Rövid életű fa: élettartama átlag 75, legfeljebb 100 év. Tipikus pionír faj. Fiatal korában gyorsan nő: hosszú, sima, zöld hajtásai egy-egy évben akár 60 cm-nél is többet. Idősebb korában növekedése lelassul. Merev törzse és ágai gyakran letörnek, ezért az öreg törzsek csúcsán gyakran üstökös sarjkorona fejlődik. Termő hajtásai többnyire csak 5–10 cm-t nőnek évente, de a tövig visszavágott példányok az első évben akár 2,5 m-t is hajthatnak. A tövig visszavágott példányokból regenerálódó sűrű bokorfák oldalsó, talajra fekvő ágai könnyen legyökeresednek.
Lombfakadás előtt márciustól májusig virágzik, minden évben bő termést hoz. A magokat a szél messzire repíti, a magoncok mindenhol képesek megtelepedni. A városi környezetet jól tűri, utak mentén, járdák, épületek repedéseiben, elhanyagolt virágágyásokban, díszbokrok alján is előfordul. Gyökerei károsíthatják az építményeket. Bőséges nyári esők után tömegesen kelnek magoncai az alföldi homokon. Gyorsan növekszik, a csemeték 5 év alatt termő fává fejlődnek.
Szárnyas ikerlependék termései szeptembertől októberig érnek, és szeptembertől márciusig folyamatosan hullanak. Magja hosszú ideig (legalább egy évig) megtartja csíraképességét. Csírázásához nincs szüksége nagy melegre, csak némi nedvességre. Nálunk áprilistól szeptemberig kelhet. Bőséges nyári esők után, meleg időben tömegesen kelnek magoncai az alföldi homokon. Csírázása epigeikus: hosszúkás, keskeny sziklevelei a talaj fölé emelkednek és megzöldülnek.
Agresszíven terjeszkedik, természetközeli vegetációban az őshonos fajokat kiszoríthatja. A sík vidéket kedveli, az elöntést, de mélyre hatoló főgyökerének köszönhetően a szárazságot is jól tűri. Mérsékelten tűri az árnyékot is, tápanyagigénye kicsi. Leggyakrabban nyár- és fűzfajokkal társul. Magyarországon kivadulva ártéri erdőtársulásokban, elsősorban a nedvesebb völgyekben, folyópartokon nő.
Levelei ősszel megsárgulnak. Szeptemberben érik, a termés a következő nyárig a fán maradhat. A beérett termése két, külön terjedő részre hasad. Magja hosszú ideig csírázóképes, az első tavaszi meleg napoktól késő őszig bármikor csírázhat.

## Kártevők
Az ágak sérülékenysége miatt könnyen megfertőzik a fát a farontó gombák (Fomitopsis fraxinus, Fomitopsis scutellata, Ustulina vulgaris, Polyporus squamosus). Az Eutypella parasitica feltűnően nagy törzsrákot okoz, a Fusarium reticulatum var. negundinis pedig pirosra színezi a faanyagot. A juhar vízszállító rendszerében élő gomba, a Verticillium albo-atrum feltűnő hervadást okoz, sőt, akár végzetes is lehet. A zöld juharnak számos levélfoltosodást okozó parazita gombája és egy mozaik szimptómát, levél- és hajtásdeformációt okozó vírusa is van.
Rovarkártevője a zöld juharpoloska (Boisea trivittatus), amely a fa levelein, hajtásain, termésein szívogat, valamint a levélgubacsot okozó gubacsszúnyog (Contarinia negundifolia). Ezek kártétele nem jelentős, a fát nem pusztítják el.
A zöld juhar fő táplálékforrása és így potenciális terjesztője  az invazív amerikai fehér medvelepkének (Hyphantria cunea), amely vidéki környezetben elszaporodva nagy kárt tesz haszonnövényekben, gyümölcsösökben is.

## Felhasználása
Fája a rönk méretet csak ritkán ér el. Puha, szivacsos szerkezete miatt fűtőértéke alacsony, viszont kiválóan faragható. Egykor oszlopokat, kerítéseket, karókat, ládákat készítettek belőle. Városokban szárazság- és téltűrése miatt utak mentén, parkokban díszfának ültetik.
Fájának nedve sok cukrot, továbbá fájdalom- és gyulladáscsillapító anyagot tartalmaz. A prériövezetben élő indiánok e nedvből még manapság is készítenek szirupot, de ez nem olyan édes, mint a cukorjuharé (Acer saccharum).

## Képek

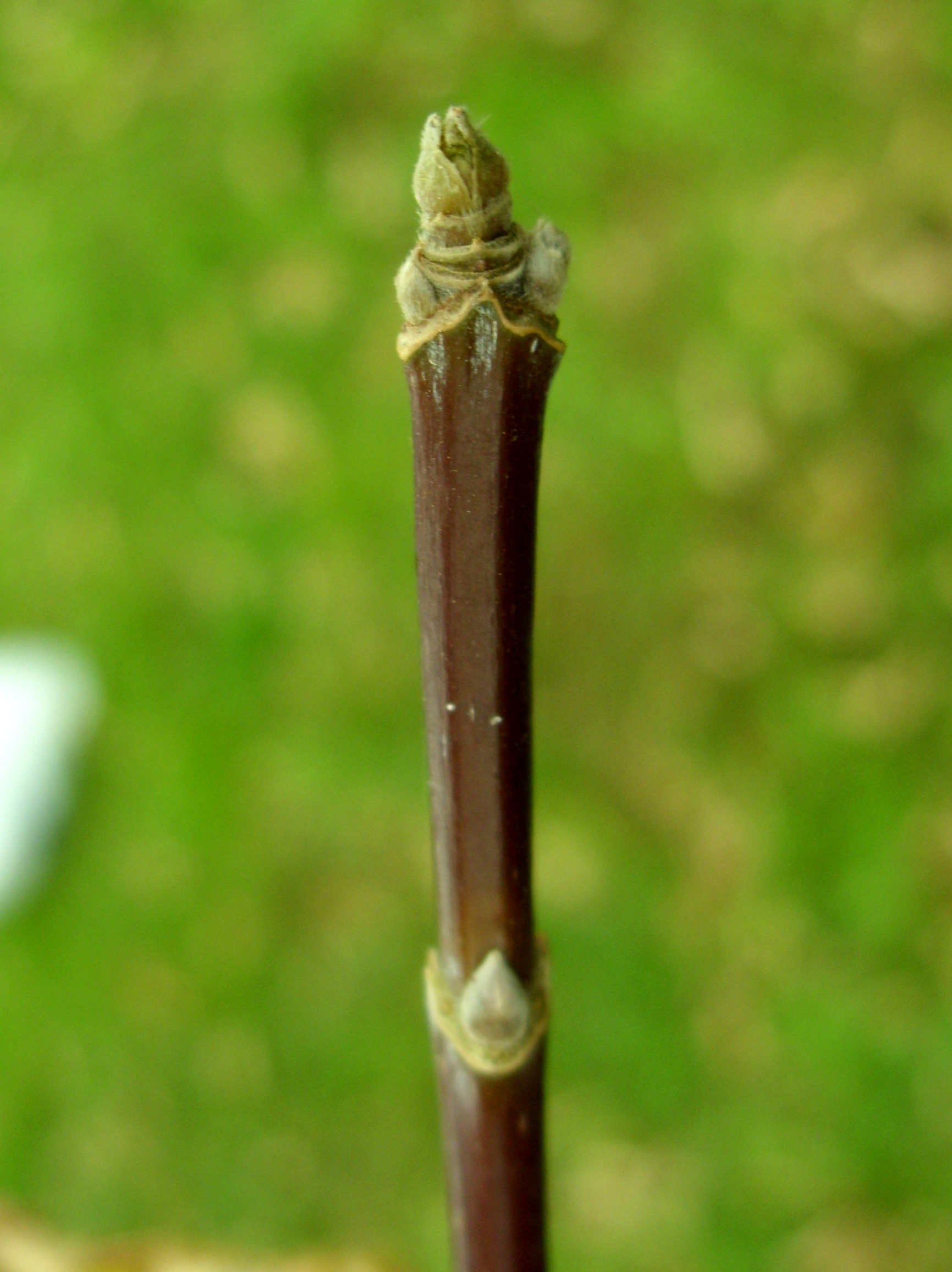
rügy
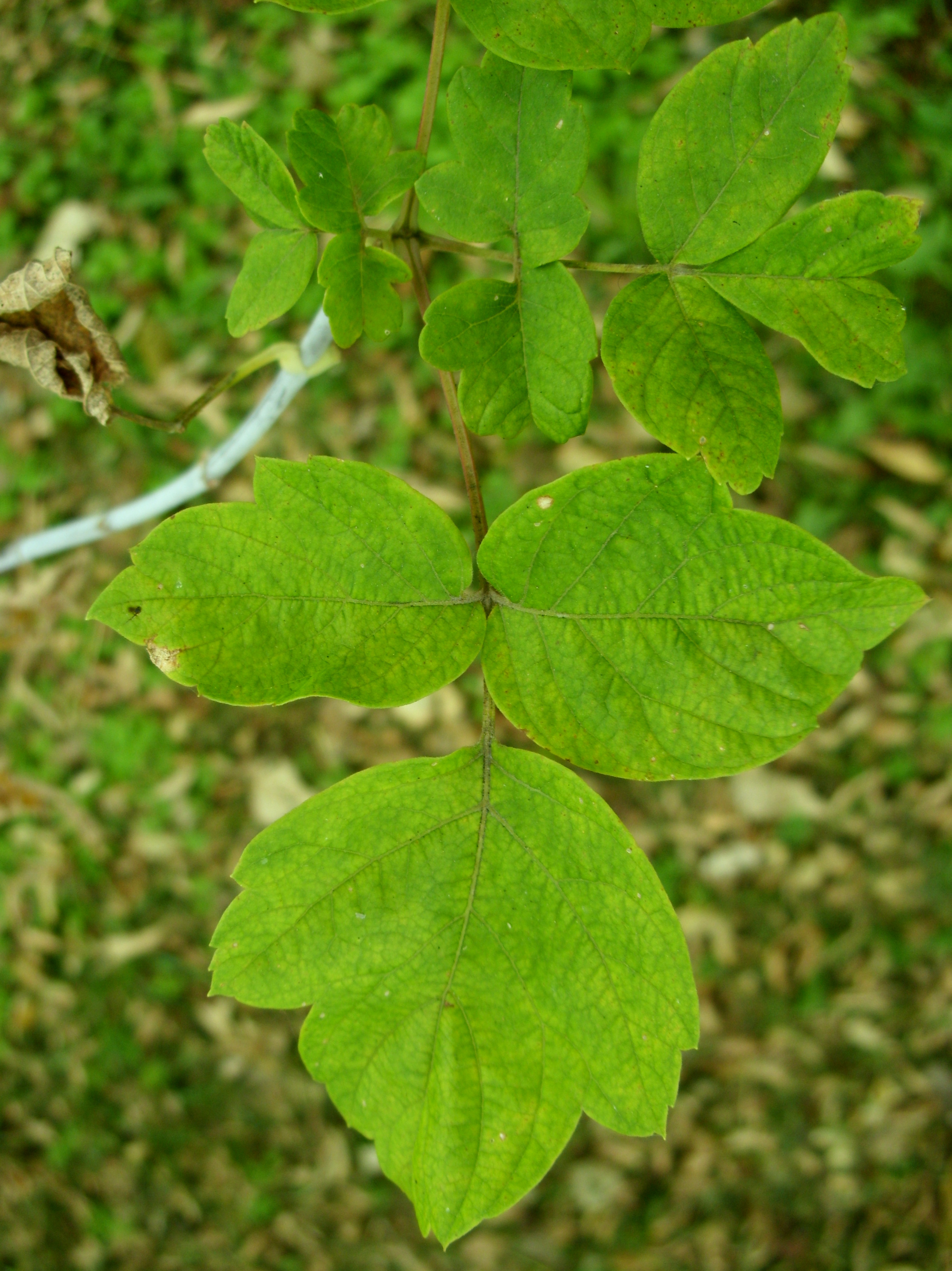
levél
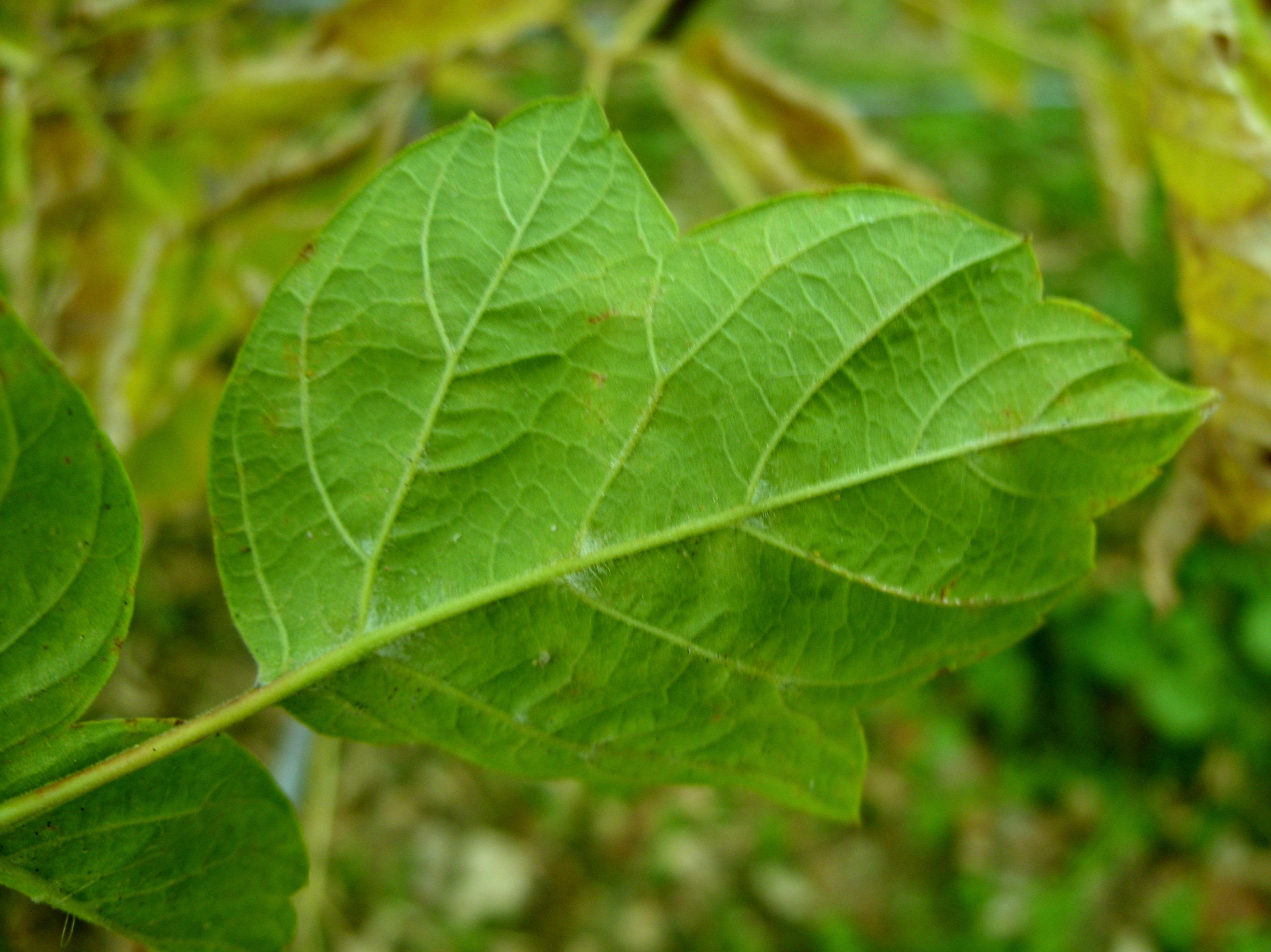
levél fonákja
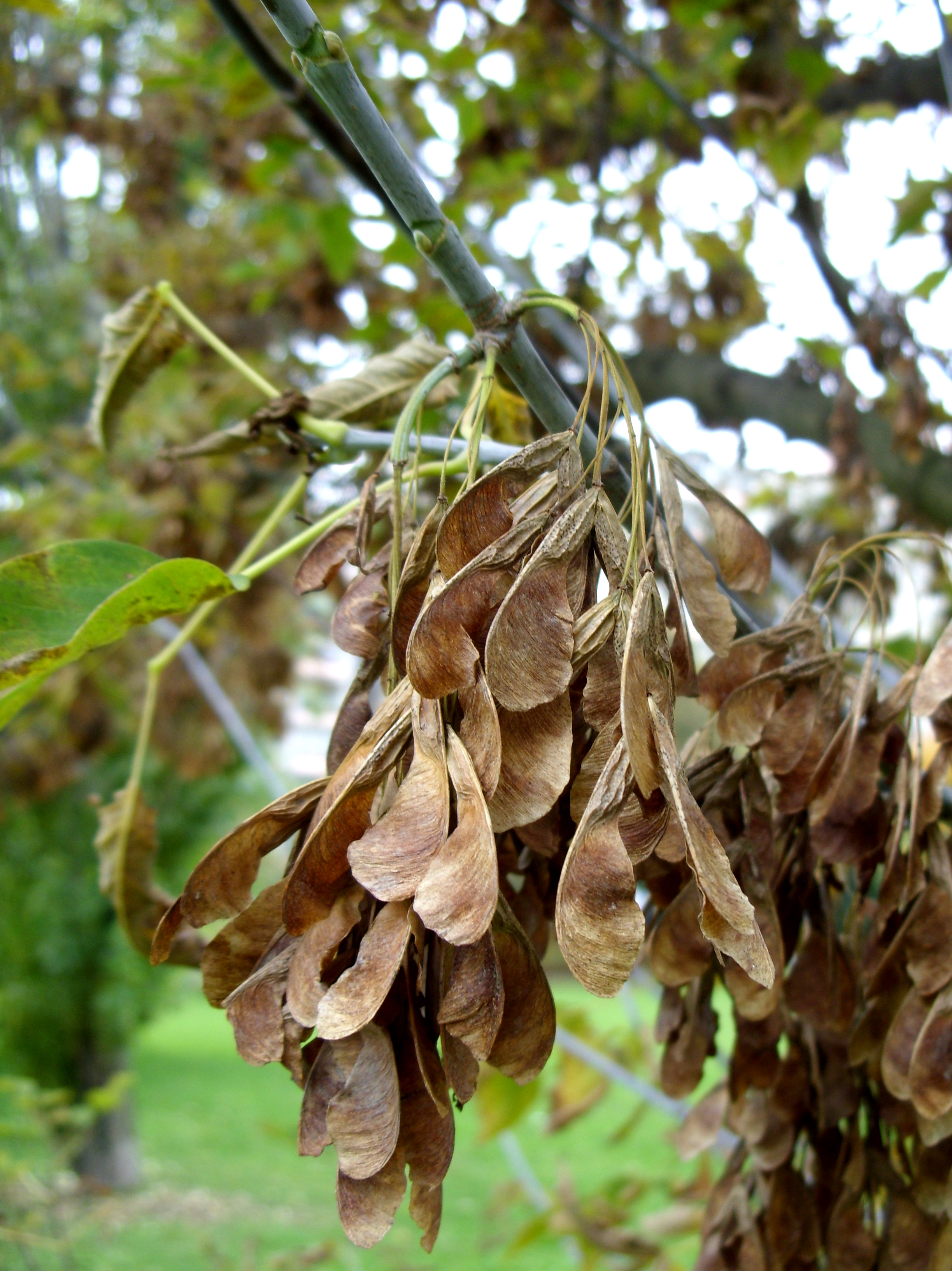
termés
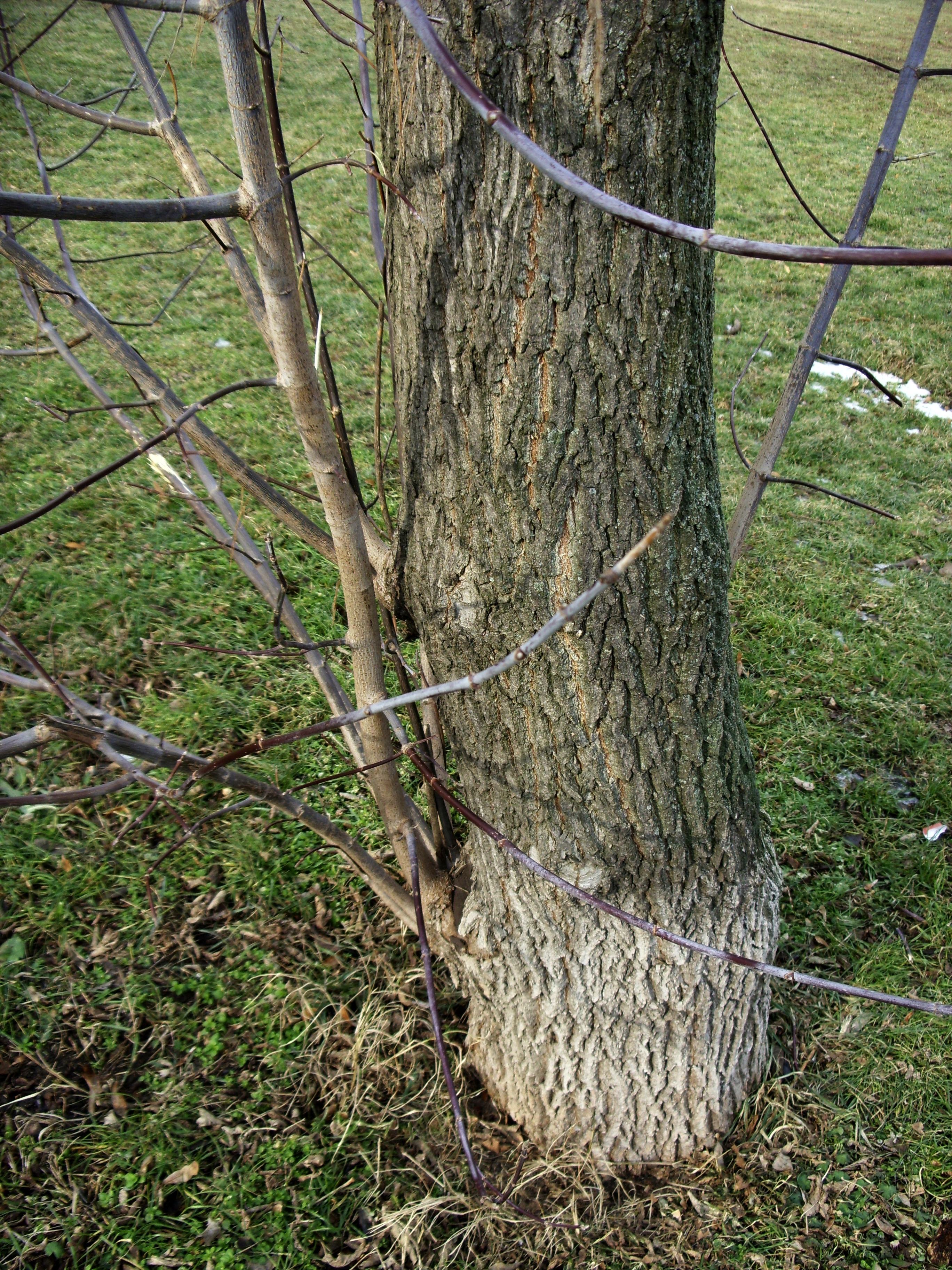
törzs
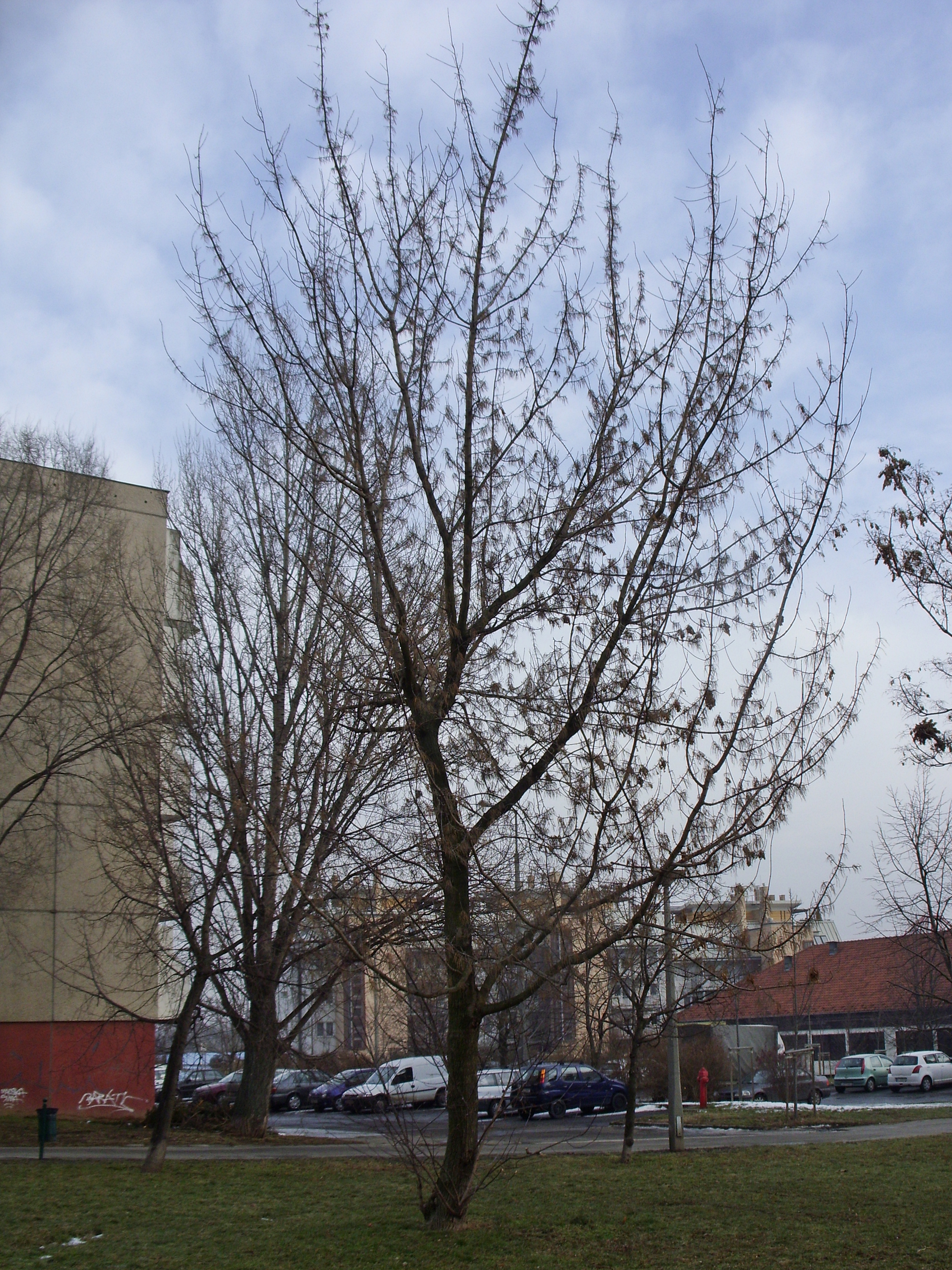
téli álom